# 立方晶窒化ホウ素
立方晶窒化ホウ素 （りっぽうしょうちっかホウそ、cBN）は、窒化ホウ素の分子構造の一つで、窒素とホウ素からなる固形の化合物である。CBN の表記は、しばしば、その粒子を固めた「多結晶CBN」(PCBN) の意味で用いられる。

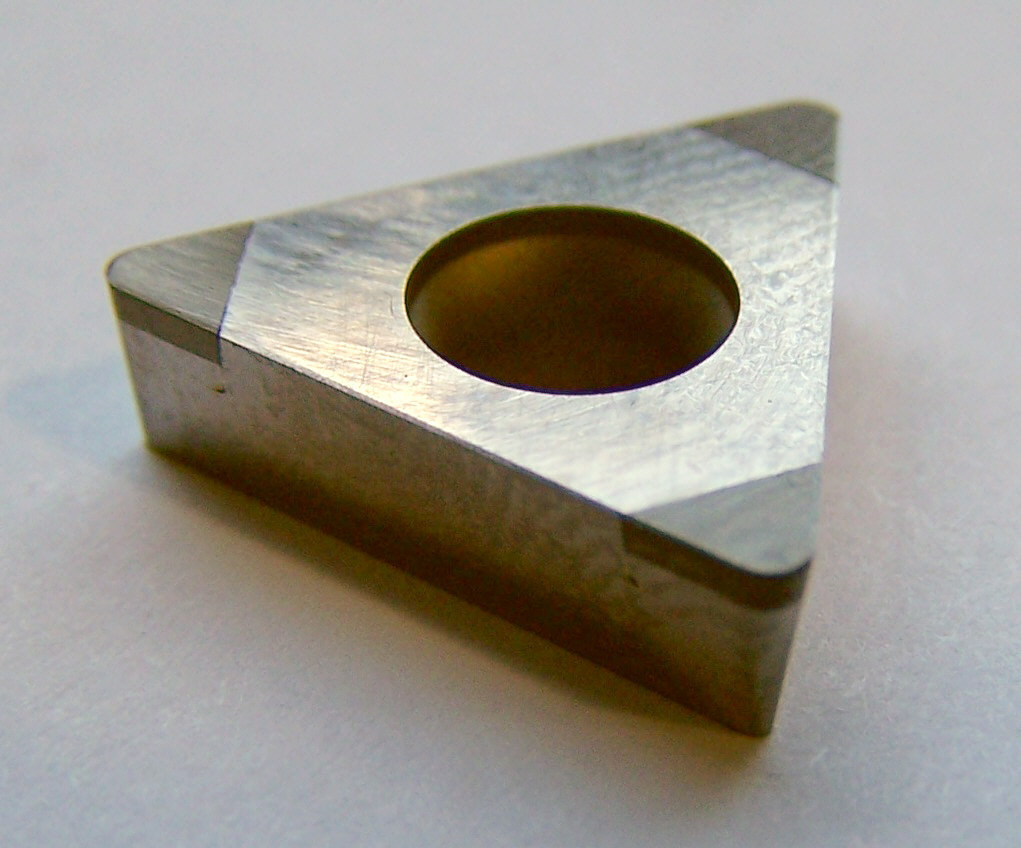
タングステンカーバイド上に立方晶窒化ホウ素を焼結した工具

立方晶窒化ホウ素は、ダイヤモンドの静的高温高圧法に似た方法で合成される。
ダイヤモンドに次ぐ硬さを持つ物質で、またダイヤモンドに比べて熱に強く鉄との反応性が低いという性質を持つため、その粒子を超高圧下で焼結したものは、硬質材料の切削に留まらず鋼や鋳鉄の超高速切削といった分野でも用いられる。
この結晶の硬さはその構造に由来する。
窒素原子(N)は共有結合をする際に孤立電子対が1対余り、ホウ素原子(B)は共有結合の際に電子対が1対足りない。
このためNとBの間には配位結合が形成され、この結合は共有結合と同等である。
するとNもBも共有結合（と同等な結合）を4本ずつ持つことになり、炭素と同じくダイヤモンド構造をとることができるのである。
この構造をとったものがまさにCBNである。
アメリカのゼネラル・エレクトリック社 (General Electric 、GE) が1969年にボラゾン (Borazon)の商品名で発売した。